# Kaukasische Inheemse Cavaleriedivisie

Karatsjaïers van de Wilde Divisie, 1917

De Kaukasische Inheemse Cavaleriedivisie (Russisch: Кавказская туземная конная дивизия), beter bekend als de Wilde Divisie (Russisch: Дикая дивизия) was een cavaleriedivisie van het leger van het Keizerrijk Rusland die in 1914 werd opgericht. De divisie bestond uit Tsjetsjenen, Ingoesjen, Karatsjaïers, Balkaren, Circassiërs, Kabardië-Balkarië, Azerbeidzjan en Dagestan. Sommigen kwamen uit Ossetië, Armenië en Georgië. Zij waren allemaal vrijwilligers. De cavalerie nam deel aan de Eerste Wereldoorlog en stonden onder leiding van Michaël Aleksandrovitsj van Rusland, de broer van Tsaar Nicolaas II.
Tijdens de Russische Revolutie van 1917 bleef de divisie trouw aan de Voorlopige Regering. De divisie werd opgedoekt in 1918.
De divisie wordt beschouwd als het sterkste en het meest onbevreesde deel van het Russische leger toen.